# Rofusz Kinga
Rofusz Kinga (Budapest, 1970. június 25. –) illusztrátor, látványtervező.
Az Iparművészeti Főiskola animációs szakán és mesterképző kurzusán tanult. Tagja a Magyar Alkotóművészek Országos Egyesületének, a Magyar Filmművészek Szövetségének és a Magyar Illusztrátorok Társaságának. Számos csoportos és egyéni kiállítása volt itthon és külföldön is.
Határozott színvilágú festményei, mély, finom szövegérzékenysége a legkiemelkedőbb írók munkatársává tette.
- Az Év Illusztrátora díjat 2010-ben nyerte el a Schein Gáborral közösen készített Irijám és Jonibe című könyvért.
- Bolognai Gyerekkönyv Fesztivál 2014-es illusztrációs nagydíját nyerte el: „Az én nagyapám” (Catarina Sobral. Vivandra Könyvek, 2016.)

Nagybátyja az Oscar-díjas Rofusz Ferenc.

## Könyvillusztrátori munkái
- Máté Angi: Kapitány és Narancshal
- Máté Angi: Emlékfoltozók
- Csóka Judit: Meseterápiás utak és kalandok
- Bátky András–Rofusz Kinga: A világ összes kincse. Jazz-mesejáték; Csimota, Bp., 2012 + CD
- Otthon; Vivandra Könyvek, Budaörs, 2021

## Rövidfilmjei
- Etűd, 1994
- Arlequin, 2003
- A sellő és a halász, 2009
- Iriam és Jonibe